# Juana Cruz
Juana Cruz de la Casa, también conocida como Juanita Cruz (Madrid, 12 de febrero de 1917-18 de mayo de 1981), fue una torera española, considerada una de las pioneras del toreo femenino español.

## Biografía

### Primeros años
Desde niña, Cruz empezó a relacionarse con el mundo de los toros al acudir a diversos tipos de espectáculos taurinos, especialmente al haberse mudado desde niña a la Avenida Felipe II, justo en frente de donde se alzaba la antigua plaza de toros de la Carretera de Aragón de Madrid. Estoqueó su primer becerro el 24 de junio de 1932, con 15 años, en la plaza de toros de León, y la noticia se publicó en la prensa citando por primera vez su nombre y apellido, lo que provocó que el Ministro de la Gobernación prohibiera dejarla torear en plaza alguna. A pesar de las dificultades, y con los permisos especiales que concedían los correspondientes gobernadores, se pudo presentar como profesional en Cabra el 16 de abril del año siguiente, alternando con un aún desconocido Manuel Rodríguez, Manolete. Esa tarde Juanita cortó dos orejas y dos rabos, y debido al éxito repitió el domingo de Resurrección alternando nuevamente con Manolete y El bebé Chico. Continuó aprovechando los permisos que le eran concedidos y con el apoyo de Domingo González, Dominguín, quien la contrató para torear en Murcia, Málaga, Albacete y Antequera, entre otras plazas, cerrando la temporada con un total de 33 novilladas.
La batalla legal de Juanita Cruz durante esos primeros años fue ardua; en 1934 apeló a los artículos 2 y 33 de la Constitución de la República, que amparaba la igualdad de sexos ante la Ley y la libertad de elección de profesión, respectivamente. Contó con el apoyo de toreros como Marcial Lalanda. Ese mismo año, Rafael Salazar Alonso, nuevo Ministro de la Gobernación, autorizó el toreo a pie de las mujeres en España, revocando así el artículo 124 del Reglamento de 1930 por considerarlo anticonstitucional. 
Tras la autorización para que las mujeres pudieran torear a pie, Cruz cerró la temporada de 1934 un total de 53 novilladas, algunas en plazas de toros de renombre como La Maestranza de Sevilla, la Plaza de toros de Valencia y la plaza de Vista Alegre de Bilbao. En 1935 toreó un total de 45 novilladas entre España y Francia, destacando en la del 5 de mayo en Granada, donde alternó con Joselito de la Cal y Antoñete Iglesias. Hizo además su primera presentación en Madrid, en este caso en la antigua plaza de toros de La Chata. Su presentación en Las Ventas no llegó hasta el año siguiente, 1936, cuando el nuevo empresariado anunció el debut de la torera para el 2 de abril con reses de la viuda de García Aleas en un cartel que completaban El Niño de la Estrella, Miguel Cirujeda y Pascual Márquez. Los periódicos se refirieron a ese evento como «un triunfo completo y honesto. La revelación de la corrida. Su arte triunfó sobre todo prejuicio». Fue la primera vez en la historia que una mujer actuó en esta plaza.

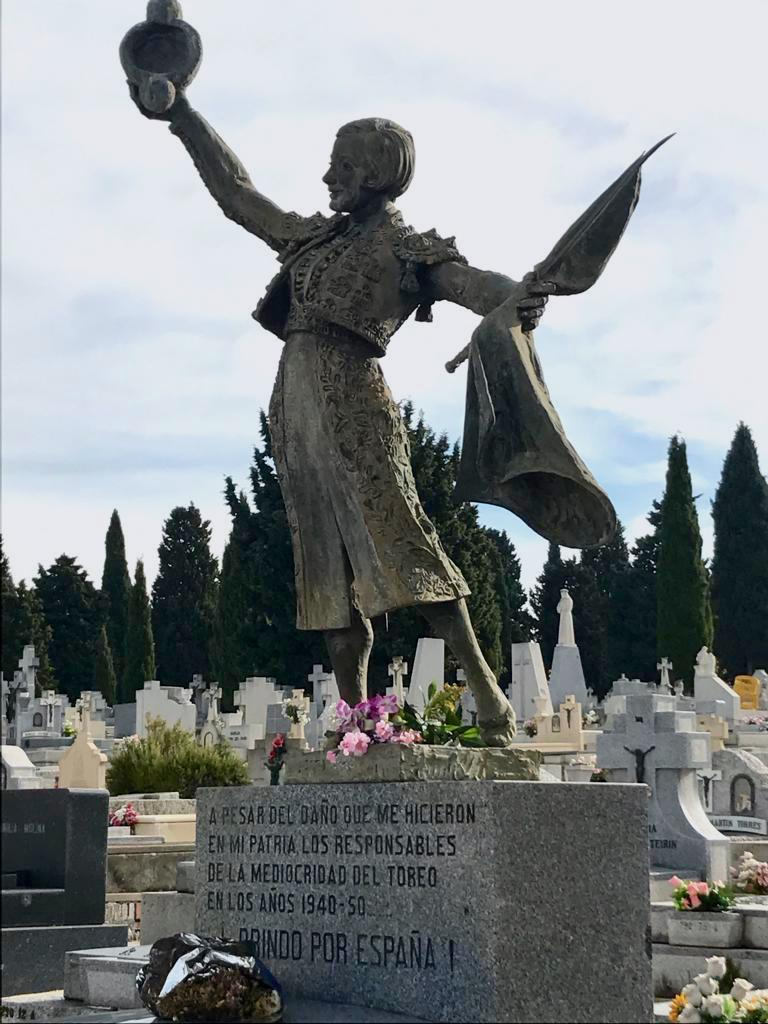
Estatua funeraria de Juanita Cruz en el cementerio de la Almudena

### Exilio y carrera en América
Era republicana y se exilió con la guerra civil española, lo que puso fin a su carrera profesional en España. Juanita Cruz encontró su destino en América, donde ya tenía contratada su presencia en varias plazas de Venezuela, Colombia, Perú y, posteriormente, México. El 18 de septiembre de 1938 hizo el paseíllo en la plaza de toros de El Toreo, en Ciudad de México, toreando novillos de Carlos Cuevas Lascurain y alternando con Porfirio Sánchez y Arturo Álvarez. Dado el éxito, apareció en los carteles a lo largo de la geografía mexicana desde mayo de 1938 hasta marzo de 1942, y alternó con toreros de la talla de Alfonso Ramírez, Calesero y Carlos Arruza. Fue en la plaza de toros de Fresnillo, en Zacatecas, donde definitivamente tomó el 17 de marzo de 1940 la alternativa, con toros de Cerro Viejo. 
Con la llegada del franquismo, el Sindicato del Espectáculo reformó la normativa y volvió a prohibir a las mujeres torear; por lo tanto, Cruz se vio obligada a seguir desarrollando su carrera profesional en América hasta el 12 de noviembre de 1944, cuando sufrió dos graves cornadas en la Plaza de la Santamaría de Bogotá, y sus facultades físicas se vieron gravemente afectadas. A ésta le sucedieron escasas actuaciones, que fueron las últimas de su trayectoria profesional.

### Retorno a España
Terminada la Segunda Guerra Mundial, viajó a Francia, donde vivía su hermano exiliado, y toreó por última vez. Posteriormente, volvió a España sumergiéndose en el anonimato. A lo largo de su trayectoria profesional llegó a torear alrededor de 700 corridas de toros. Se caracterizaba por usar en las corridas traje de luces y falda, lo que le llevó a ser criticada por sus compañeros toreros, que le exigían el uso de la taleguilla o el traje de rejoneadora.
Falleció en Madrid, a causa de una antigua lesión de corazón, el 18 de mayo de 1981 y fue enterrada en el Cementerio de la Almudena bajo un hermoso mausoleo obra del escultor Luis Sanguino. En su epitafio puede leerse: «A pesar del daño que me hicieron los responsables de la mediocridad del toreo en los años cuarenta-cincuenta, ¡brindo por España!». Su marido y apoderado, Rafael García Antón, escribió a su muerte un libro biográfico titulado Juanita Cruz, su odisea, que tuvo una tirada de mil ejemplares que él mismo costeó. Sobre ella, José María de Cossío dijo: «ha llegado a matar novillos serios y demostró destreza y valentía notables».